# Instantnudeln

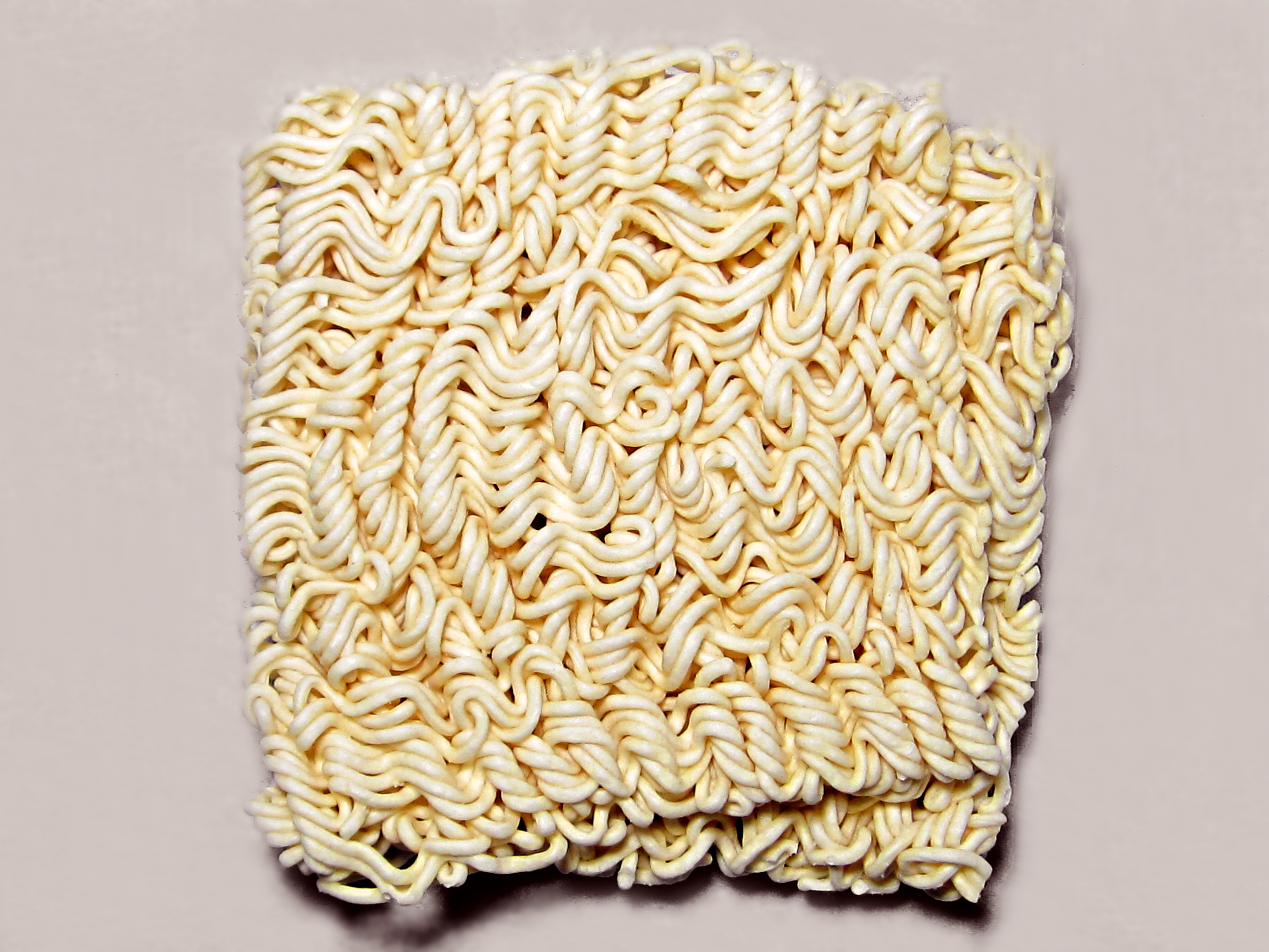
Instantnudeln als Weizennudeln in typischer Blockform

Instantnudeln sind Nudeln, die in einem vorgekochten und getrockneten Block mit Aromapulver und/oder Würzöl verkauft werden und als Instantsuppen schnell zubereitet werden können. Die Aromastoffe befinden sich in der Regel in einer separaten Packung, bei Bechernudeln sind die Aromastoffe jedoch oft lose im Becher enthalten. Einige Instantnudelprodukte sind versiegelt. Sie können aufgewärmt und direkt aus der Packung/dem Behälter verzehrt werden. Getrocknete Nudelblöcke sind so konzipiert, dass sie vor dem Verzehr in kochendem Wasser gekocht oder eingeweicht werden, können aber auch trocken verzehrt werden.
Die Hauptzutaten für getrocknete Nudeln sind normalerweise Weizenmehl, Palmöl und Salz. Übliche Zutaten im Aromapulver sind Salz, Mononatriumglutamat, Gewürze und Zucker. Der getrocknete Nudelblock wird durch das Kurzbraten von gekochten Nudeln hergestellt, dies ist immer noch die Hauptmethode in asiatischen Ländern. In westlichen Ländern werden luftgetrocknete Nudelblöcke bevorzugt.
Instantnudeln wurden von Momofuku Andō von Nissin Foods in Japan erfunden. Sie wurden 1958 unter dem Markennamen Chikin Ramen eingeführt. 1971 führte Nissin Cup Noodles ein, das erste Bechernudelprodukt.
Aufgrund der Vielseitigkeit von Instantnudeln können sie als Alternative zu den typischen langen Nudeln verwendet werden. Sie werden zur Herstellung von Gerichten wie Ramen, koreanischem Budaejjigae und sogar Chow mein verwendet. Weltweit gibt es Instantnudeln in einer großen Vielfalt von verschiedenen Geschmacksrichtungen.
Der Konsum von Instantnudeln stieg in den letzten Jahrzehnten rasant an und betrug 2019 ca. 106,4 Milliarden Einheiten. Vorteilhaft ist die Möglichkeit der kostengünstigen Massenproduktion und damit Erschwinglichkeit für Verbraucher. Gleichzeitig werden Instantnudeln oft als Junkfood kritisiert. Eine einzelne Portion Instantnudeln enthält viele Kohlenhydrate, Salz und Fett, aber wenig Eiweiß, Ballaststoffe, Vitamine und wichtige Mineralien.

## Geschichte

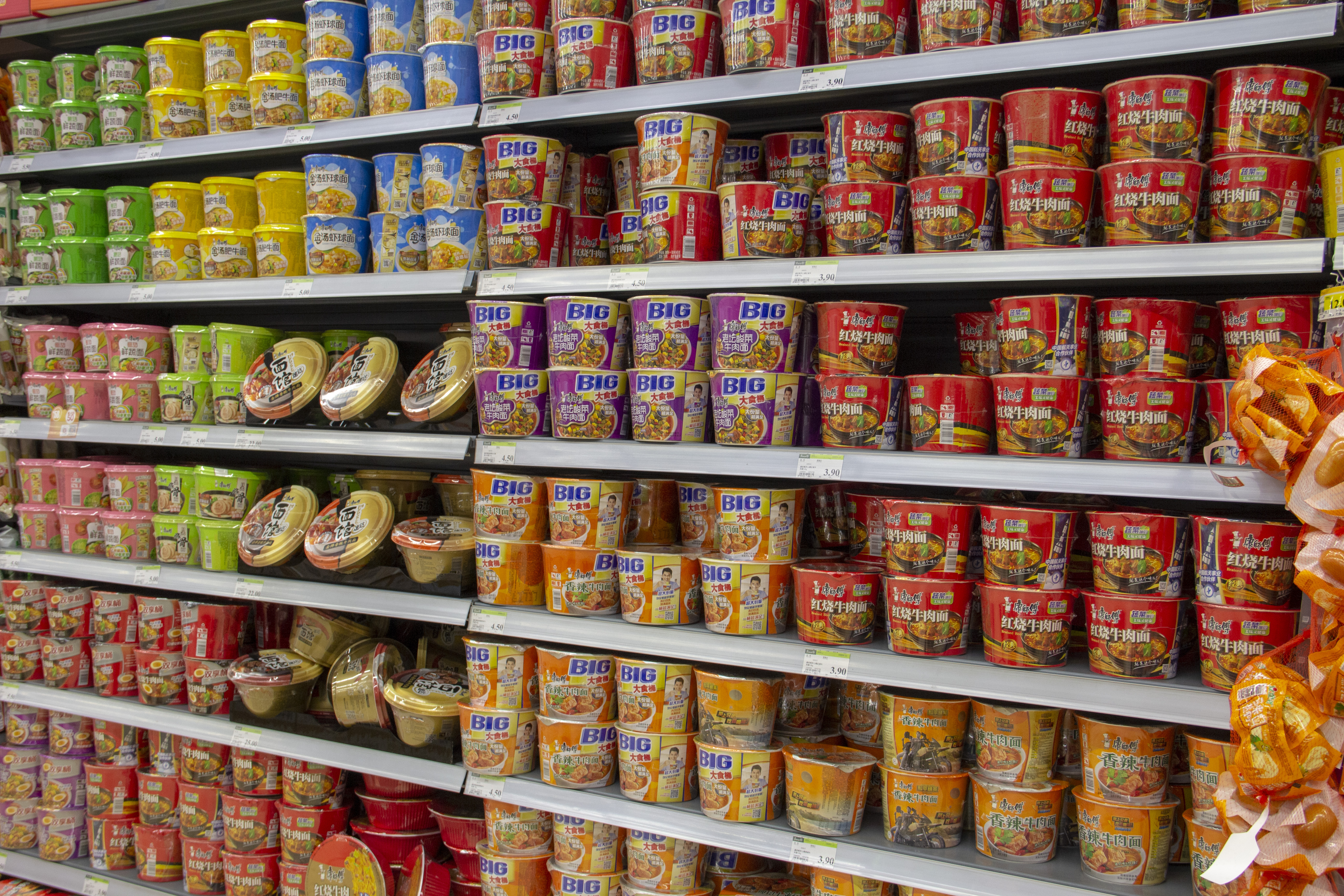
Regal mit Bechernudeln

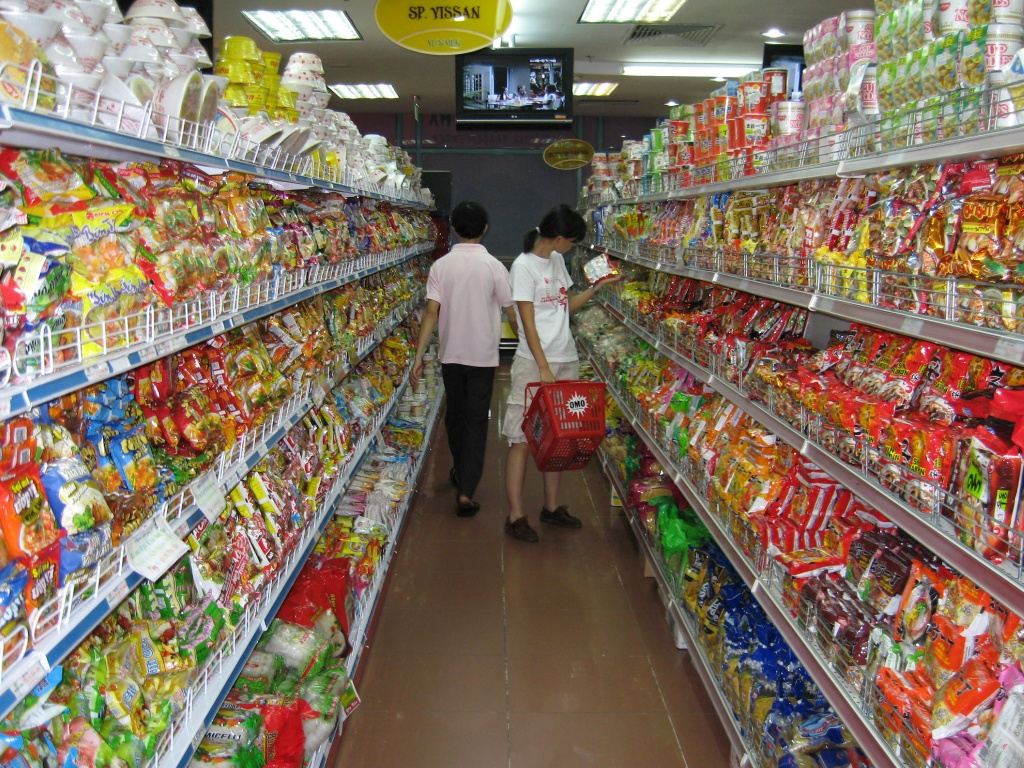
Regale mit Instantnudeln in Vietnam

Die Geschichte der Nudeln in China reicht viele Jahrhunderte zurück, und es gibt Hinweise darauf, dass eine Nudel, die gekocht und dann gebraten und in einer Suppe serviert wird, ähnlich der Yi-Nudel, aus dem alten China stammt. Der Legende nach legte ein Koch während der Qing-Dynastie bereits gekochte Eiernudeln zum Kochen hinein. Um sie zu retten, schöpfte er sie heraus, frittierte sie in heißem Öl und servierte sie als Suppe. Laut dem Journal of Ethnic Foods waren frühe Instantnudelverpackungen mit „Yi-Nudeln“ gekennzeichnet.
Die moderne Instant-Nudel wurde von dem taiwanesisch-japanischen Erfinder Momofuku Andō in Japan entwickelt. Sie wurde erstmals am 25. August 1958 von Andos Firma Nissin Foods unter dem Markennamen Chikin Ramen vermarktet. Andō entwickelte die gesamte Produktionsmethode der blitzschnell frittierten Nudeln, von den Prozessen der Nudelherstellung, des Dämpfens und Würzens bis hin zum Trocknen in heißem Öl, wodurch die „Instant“-Nudel entstand. Dadurch wurden die Nudeln getrocknet und erhielten eine längere Haltbarkeit, die sogar die von Tiefkühlnudeln übertraf. Jeder Nudelblock war vorgewürzt und wurde für 35 Yen verkauft. Durch die Zugabe von kochendem Wasser waren die Instantnudeln in nur zwei Minuten verzehrfertig. Aufgrund ihres Preises und ihrer Neuartigkeit wurden Chikin Ramen anfangs als Luxusartikel angesehen, da japanische Lebensmittelgeschäfte frische Nudeln normalerweise für ein Sechstel des Preises verkauften. Trotzdem gewannen Instantnudeln schließlich immense Popularität, vor allem nachdem sie von der Mitsubishi Corporation beworben wurden. Nachdem sie zunächst in Ost-, Süd- und Südostasien populär geworden waren, wo sie nun fest in den lokalen Kulturen dieser Regionen verankert sind, verbreiteten sich Instantnudeln schließlich auch in den meisten anderen Teilen der Welt und gewannen dort an Popularität.
Mit der Sorge um bessere Qualität verbesserten die Hersteller den Geschmack der Instantnudeln weiter, indem sie Aromapulver in einer separaten Packung hinzufügten. 1971 führte Nissin die Nissin Cup Noodles ein, eine Bechernudel, der kochendes Wasser hinzugefügt wird. Eine weitere Innovation fügte dem Becher getrocknetes Gemüse hinzu, wodurch ein komplettes Instant-Suppengericht entstand. Sie kombinierte die Funktionen des Verpackungsmaterials, des Kochers beim Kochen des Wassers und einer Schüssel beim Verzehr der Nudeln. Im Zuge des gestiegenen Gesundheitsbewusstseins brachten viele Hersteller Instantnudeln mit verschiedenen gesünderen Rezepturen auf den Markt: Nudeln mit Ballaststoffen und Kollagen, Nudeln mit reduziertem physiologischem Brennwert und Nudeln mit geringerem Natriumgehalt.

## Kritik
Die rohen Nudeln aus Instantsuppen als Snack sind bei einem Teil der Jugendlichen in Deutschland beliebt. Die trockenen nährstoffarmen Nudeln werden dabei ungekocht ähnlich wie Chips verzehrt. Die Gründe für die Wahl ungekochter trockener Instantnudeln als Snack bei den Jugendlichen liegen zum einen in der Schnelligkeit und zum anderen in den geringeren Kosten im Vergleich zu anderen Snacks, da diese Jugendlichen zum Teil aus einkommensschwachen Familien kommen.

## Globaler Konsum
2021 wurden weltweit über 118 Milliarden Einheiten Instantnudeln konsumiert. Der größte Teil des Verbrauchs findet in Asien statt und allein China ist für mehr als ein Drittel des Weltkonsums verantwortlich. Den höchsten Pro-Kopf-Konsum wiesen Vietnam (88 Einheiten pro Kopf), Südkorea (74 Einheiten pro Kopf) und Nepal (55 Einheiten pro Kopf) auf. In Deutschland wurden insgesamt 390 Millionen Einheiten konsumiert (5 Einheiten pro Kopf). (Stand Mai 2022)

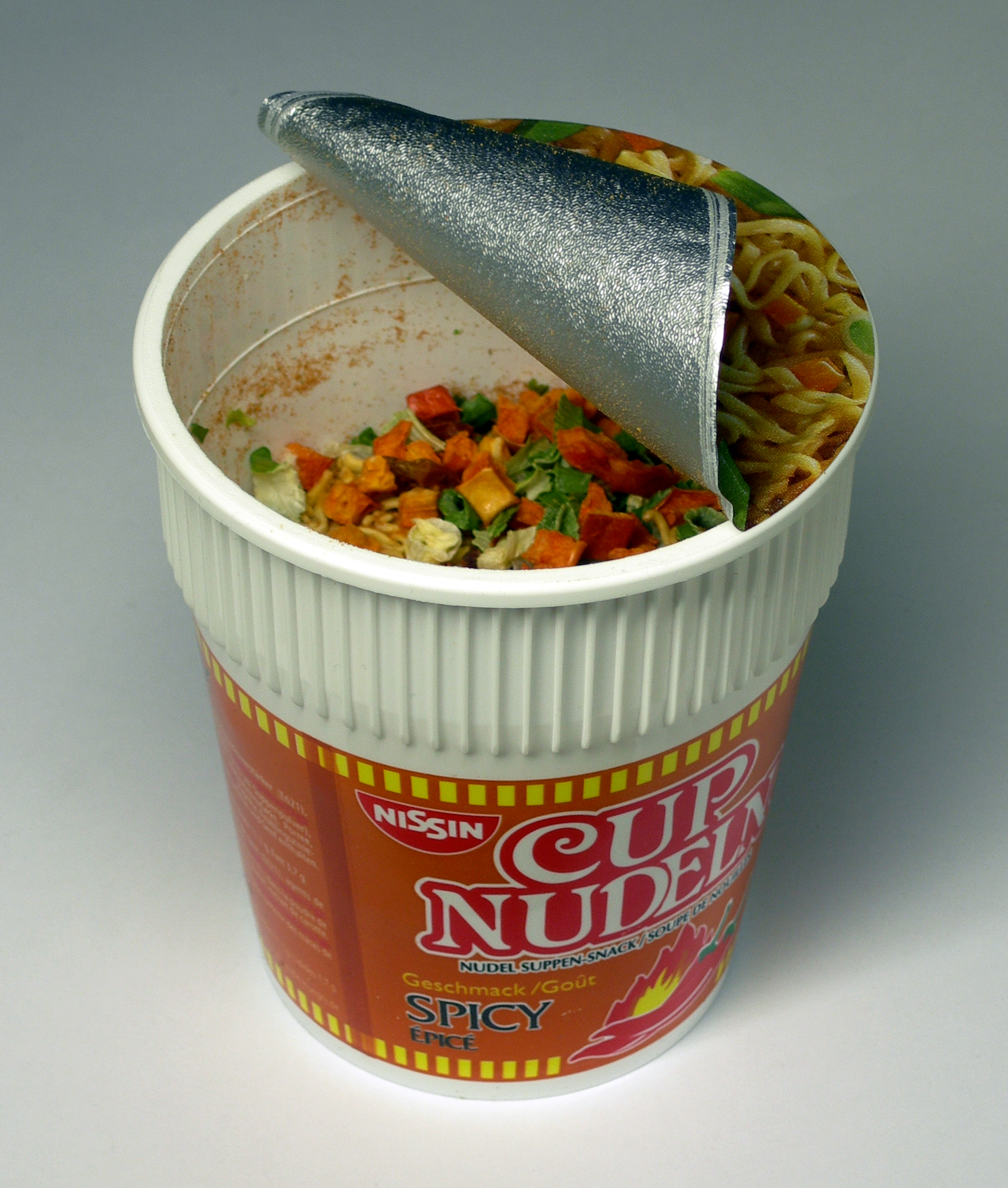
Cup Nudeln – Ramen-Instantnudeln aus dem Becher, Nissin

| Land | 2017   | 2018   | 2019   | 2020   | 2021   | pro Kopf 1 | Brühe 2               | Gewürz 2                    | Bemerkung                                               |
| --- | ------ | ------ | ------ | ------ | ------ | ---------- | --------------------- | --------------------------- | ------------------------------------------------------- |
| Volksrepublik China * | 38,960 | 40,250 | 41,450 | 46,360 | 43,990 | 31,20      | Schwein, Rind         | Sojasoße, Gewürzpulver      | 4 Hongkong: Huhn, Meeresfrüchte; Sojasoße, Gewürzpulver |
| Indonesien | 12,620 | 12,540 | 12,520 | 12,640 | 13,270 | 48,52      | Huhn, Gemüse          | Gewürzpulver                | –                                                       |
| Indien | 5,420  | 6,060  | 6,730  | 6,730  | 7,560  | 5,48       | Gemüse                | Curry                       | –                                                       |
| Japan | 5,660  | 5,780  | 5,630  | 5,970  | 5,850  | 46,54      | Huhn, Schwein         | Gewürzpulver                | 5 Brühe 3. Platz: Meeresfrüchte                         |
| Vietnam | 5,060  | 5,200  | 5,440  | 7,030  | 8,560  | 87,98      | Meeresfrüchte         | Chilipulver                 | 6                                                       |
| Vereinigte Staaten | 4,130  | 4,520  | 4,630  | 5,050  | 4,980  | 15,03      | Huhn, Rind            | Käse-, Gewürzpulver         | –                                                       |
| Südkorea | 3,740  | 3,820  | 3,900  | 4,130  | 3,790  | 73,17      | Rind, Meeresfrüchte   | Chilipulver                 | –                                                       |
| Philippinen | 3,750  | 3,980  | 3,850  | 4,470  | 4,440  | 40,73      | Meeresfrüchte         | Chilipulver, Zitrusgewürz 3 | –                                                       |
| Thailand | 3,390  | 3,460  | 3,570  | 3,710  | 3,630  | 52,0       | Schwein               | Gewürzpulver, Chilipulver   | 6                                                       |
| Brasilien | 2,250  | 2,390  | 2,450  | 2,720  | 2,850  | 13,29      | Huhn, Rind            | Chilipulver                 | –                                                       |
| Nigeria | 1,730  | 1,820  | 1,920  | 2,460  | 2,620  | 11,94      | Huhn                  | Gewürzpulver, Chilipulver   | –                                                       |
| Russland | 1,780  | 1,850  | 1,910  | 2,000  | 2,100  | 14,53      | Huhn, Rind            | Gewürzpulver                | –                                                       |
| Nepal | 1,480  | 1,570  | 1,640  | 1,540  | 1,590  | 54,45      | Huhn, Gemüse          | Gewürzpulver, Curry         | –                                                       |
| Malaysia | 1,310  | 1,370  | 1,450  | 1,570  | 1,580  | 48,77      | Meeresfrüchte, Gemüse | Gewürzpulver, Curry         | –                                                       |
| Mexiko | 0,960  | 1,120  | 1,220  | 1,170  | 1,360  | 10,55      | Rind, Meeresfrüchte   | Chilipulver, Zitrusgewürz 3 | –                                                       |
| Taiwan | 0,820  | 0,830  | 0,830  | 0,870  | 0,900  | 38,30      | – N/A –               | – N/A –                     | –                                                       |
| Saudi-Arabien | 0,520  | 0,550  | 0,560  | 0,830  | 0,850  | 24,43      | – N/A –               | – N/A –                     | –                                                       |
| Myanmar | 0,590  | 0,690  | 0,620  | 0,660  | 0,760  | 13,97      | – N/A –               | – N/A –                     | –                                                       |
| Australien | 0,390  | 0,410  | 0,420  | 0,440  | 0,450  | 17,44      | – N/A –               | – N/A –                     | –                                                       |
| Bangladesch | 0,350  | 0,310  | 0,370  | 0,370  | 0,410  | 2,49       | – N/A –               | – N/A –                     | –                                                       |
| Vereinigtes Königreich | 0,320  | 0,350  | 0,380  | 0,430  | 0,430  | 6,44       | – N/A –               | – N/A –                     | –                                                       |
| Kambodscha | 0,330  | 0,330  | 0,350  | 0,370  | 0,410  | 24,55      | – N/A –               | – N/A –                     | –                                                       |
| Südafrika | 0,210  | 0,260  | 0,280  | 0,350  | 0,410  | 6,82       | – N/A –               | – N/A –                     | –                                                       |
| Ägypten | 0,210  | 0,220  | 0,280  | 0,350  | 0,400  | 3,91       | – N/A –               | – N/A –                     | –                                                       |
| Deutschland | 0,240  | 0,320  | 0,330  | 0,370  | 0,390  | 4,69       | – N/A –               | – N/A –                     | –                                                       |
| Ukraine | 0,330  | 0,320  | 0,340  | 0,320  | 0,350  | 8,37       | – N/A –               | – N/A –                     | –                                                       |
| Türkei | 0,040  | 0,080  | 0,130  | 0,210  | 0,340  | 4,01       | – N/A –               | – N/A –                     | –                                                       |
| Polen | 0,290  | 0,310  | 0,310  | 0,320  | 0,330  | 8,64       | – N/A –               | – N/A –                     | –                                                       |
| Kasachstan | 0,210  | 0,170  | 0,250  | 0,280  | 0,320  | 16,93      | – N/A –               | – N/A –                     | –                                                       |
| Guatemala | 0,270  | 0,230  | 0,250  | 0,260  | 0,270  | 15,98      | – N/A –               | – N/A –                     | –                                                       |
| Pakistan | 0,190  | 0,190  | 0,200  | 0,220  | 0,230  | 1,04       | – N/A –               | – N/A –                     | –                                                       |
| Usbekistan | 0,170  | 0,170  | 0,210  | 0,210  | 0,210  | 5,93       | – N/A –               | – N/A –                     | –                                                       |
| Kanada | 0,190  | 0,190  | 0,190  | 0,190  | 0,200  | 5,41       | – N/A –               | – N/A –                     | –                                                       |
| Sri Lanka | N/A    | 0,170  | 0,180  | 0,180  | 0,190  | 45,66      | – N/A –               | – N/A –                     | –                                                       |
| Peru | 0,140  | 0,160  | 0,160  | 0,160  | 0,170  | 5,18       | – N/A –               | – N/A –                     | –                                                       |
| Singapur | 0,130  | 0,130  | 0,120  | 0,150  | 0,130  | 22,81      | – N/A –               | – N/A –                     | –                                                       |
| Äthiopien | 0,050  | 0,080  | 0,080  | 0,120  | 0,130  | 1,16       | – N/A –               | – N/A –                     | –                                                       |
| Kenia | 0,100  | 0,050  | 0,060  | 0,080  | 0,100  | 1,82       | – N/A –               | – N/A –                     | –                                                       |
| Frankreich | 0,060  | 0,090  | 0,080  | 0,090  | 0,100  | 1,48       | – N/A –               | – N/A –                     | –                                                       |
| Neuseeland | 0,080  | 0,080  | 0,090  | 0,090  | 0,090  | 17,65      | – N/A –               | – N/A –                     | –                                                       |
| Spanien | 0,060  | 0,070  | 0,070  | 0,080  | 0,090  | 1,91       | – N/A –               | – N/A –                     | –                                                       |
| Tschechien | 0,060  | 0,060  | 0,070  | 0,070  | 0,070  | 6,67       | – N/A –               | – N/A –                     | –                                                       |
| Schweden | 0,040  | 0,040  | 0,050  | 0,060  | 0,060  | 5,71       | – N/A –               | – N/A –                     | –                                                       |
| Iran | 0,040  | 0,050  | 0,050  | 0,060  | 0,060  | 0,71       | – N/A –               | – N/A –                     | –                                                       |
| Niederlande | 0,040  | 0,050  | 0,050  | 0,050  | 0,050  | 2,84       | – N/A –               | – N/A –                     | –                                                       |
| Chile | 0,020  | 0,030  | 0,030  | 0,020  | 0,050  | 2,62       | – N/A –               | – N/A –                     | –                                                       |
| Serbien | N/A    | N/A    | N/A    | N/A    | 0,050  | 7,25       | – N/A –               | – N/A –                     | –                                                       |
| Ungarn | 0,030  | 0,030  | 0,040  | 0,040  | 0,040  | 4,12       | – N/A –               | – N/A –                     | –                                                       |
| Italien | 0,020  | 0,020  | 0,020  | 0,030  | 0,030  | 0,50       | – N/A –               | – N/A –                     | –                                                       |
| Dänemark | 0,010  | 0,020  | 0,020  | 0,030  | 0,030  | 5,08       | – N/A –               | – N/A –                     | –                                                       |
| Kolumbien | 0,010  | 0,020  | 0,020  | 0,020  | 0,020  | 0,39       | – N/A –               | – N/A –                     | –                                                       |
| Belgien | 0,010  | 0,010  | 0,020  | 0,020  | 0,020  | 1,74       | – N/A –               | – N/A –                     | –                                                       |
| Argentinien | 0,010  | 0,010  | 0,010  | 0,004  | 0,020  | 0,44       | – N/A –               | – N/A –                     | –                                                       |
| Finnland | 0,010  | 0,010  | 0,020  | 0,020  | 0,020  | 3,64       | – N/A –               | – N/A –                     | –                                                       |
| Costa Rica | 0,010  | 0,010  | 0,010  | 0,010  | 0,020  | 3,92       | – N/A –               | – N/A –                     | –                                                       |
| Schweiz | 0,010  | 0,010  | 0,010  | 0,010  | 0,010  | 1,16       | – N/A –               | – N/A –                     | –                                                       |
| Fußnoten: 1 Einheiten pro Kopf (Instantnudelnkonsum pro Einwohner) 2021.2 Bevorzugter Geschmack der Brühe und Gewürz in der Region.3 Zitrusgewürz ist der Gewürzgeschmack der Limette und Calamondinorange.4 Die Zahlen beinhalten neben Weizennudeln auch landestypische Nudelsorten wie verschiedene Reis- und Glasnudelnarten, o. Ä.5 Die Zahlen beinhalten neben Weizennudeln auch landestypische Nudelsorten wie Soba (Buchweizennudeln) und Udon (dicke Weizennudeln), o. Ä.6 Die Zahlen beinhalten neben Weizennudeln auch landestypische Nudelsorten wie Phở-Reisnudeln (dicke Reisnudeln), o. Ä.* Inklusive SAR Hongkong.Obige Zahlen der Tabelle in Mrd. Einheiten. Quelle: World Instant Noodles Association – WINA |        |        |        |        |        |            |                       |                             |                                                         |

## Rezeption
- Das Cup Noodles Museum in Japan mit Niederlassungen u. a. in Yokohama, Ikeda und auch Hongkong widmet sich dem Leben von Momofuku Andō und seiner Erfindung von Instantnudeln.

## Anmerkung
1. ↑  Der Markenname Chikin Ramen (japanisch チキンラーメン chikin rāmen, deutsch ‚Hühnchen-Ramennudeln‘, englisch Chicken-Ramen) ist eine Ramen-Nudelsuppe mit Hühnchengeschmack.